# Mario West
Mario Marceé West (Huntsville, Alabama, 19 de junio de 1984) es un exjugador de baloncesto estadounidense que disputó cuatro temporadas en la NBA. Mide 1,96 metros, y jugaba en la posición de base.

## Trayectoria deportiva

### Universidad
Jugó durante cuatro temporadas con los Yellow Jackets de la Universidad de Georgia Tech, donde promedió 3,2 puntos y 2,3 rebotes por partido.
Ganó en 2007 el concurso de mates de la NCAA.

### Profesional
No fue elegido en el Draft de la NBA de 2007, pero, luego de jugar en la NBA Summer League, consiguió un contrato con Atlanta Hawks, y sorprendentemente pasó el corte antes del inicio de temporada, pasando a pertenecer de pleno derecho a su plantilla.
Luego de dos temporadas con los Hawks, fue contratado por los Maine Red Claws de la NBA Development League para la temporada 2009-10, pero en enero de 2010 retornó a los Atlanta Hawks. Tras la culminación del campeonato, se unió a los Boston Celtics, pero fue desvinculado del equipo al final de la pretemporada, motivo por el cual retornó a los Maine Red Claws.
Su última experiencia en la NBA sería jugando para los New Jersey Nets en abril de 2011, a donde llegó como sustituto de Quinton Ross.
En julio de 2011 se incorporó a los Cocolos de San Pedro de Macorís de la Liga Nacional de Baloncesto de República Dominicana, pero dejó al equipo al mes siguiente para continuar con su carrera en la segunda división del baloncesto profesional italiano.
Tras una experiencia con Meralco Bolts de la PBA de Filipinas (la primera de las tres que tendría en su carrera), regresó a la República Dominicana en el verano de 2012 para jugar con los Cañeros del Este y Las Fieras de La Villa. 
En enero de 2013 firmó con Fuerza Regia de México por el resto de la temporada 2012-13. En junio de 2013, se reincorporó a los Meralco Bolts. Luego regresó a Fuerza Regia para la temporada 2013-14. En marzo de 2014, se mudó a Francia y firmó con SO Maritime Boulogne. En mayo de 2014, regresó a los Meralco Bolts para una tercera temporada.
En octubre de 2014, West firmó con La Unión de Formosa de Argentina para la temporada 2014-15. Sufrió una lesión en febrero de 2015 y quedó descartado para el resto de la temporada. Permaneció en Argentina para la temporada 2015-16, firmando con Juventud Sionista.
En mayo de 2016, West regresó a Georgia Tech en Atlanta cuando fue contratado como director de personal de jugadores como parte del personal del entrenador Josh Pastner.

## Estadísticas de su carrera en la NBA

### Temporada regular
| Año     | Equipo     | PJ  | PT | MPP  | %TC  | %3P   | %TL  | RPP | APP | ROB | TPP | PPP |
| ------- | ---------- | --- | -- | ---- | ---- | ----- | ---- | --- | --- | --- | --- | --- |
| 2007–08 | Atlanta    | 64  | 2  | 4.2  | .429 | .000  | .654 | .8  | .2  | .2  | .1  | .9  |
| 2008–09 | Atlanta    | 53  | 3  | 5.1  | .412 | 1.000 | .647 | 1.1 | .4  | .3  | .1  | .8  |
| 2009–10 | Atlanta    | 39  | 1  | 3.6  | .571 | .000  | .600 | .7  | .2  | .2  | .0  | .8  |
| 2010–11 | New Jersey | 6   | 3  | 19.3 | .429 | .250  | .600 | 1.8 | 1.7 | 1.2 | .0  | 3.7 |
| Total   | Total      | 162 | 9  | 4.9  | .448 | .200  | .563 | .9  | .3  | .3  | .0  | 1.0 |

### Playoffs
| Año   | Equipo  | PJ | PT | MPP | %TC  | %3P  | %TL  | RPP | APP | ROB | TPP | PPP |
| ----- | ------- | -- | -- | --- | ---- | ---- | ---- | --- | --- | --- | --- | --- |
| 2008  | Atlanta | 6  | 0  | 1.0 | .333 | .000 | .000 | .3  | .0  | .0  | .0  | .3  |
| 2009  | Atlanta | 11 | 0  | 4.2 | .200 | .000 | .250 | .5  | .2  | .2  | .0  | .5  |
| 2010  | Atlanta | 7  | 0  | 2.9 | .750 | .000 | .000 | .3  | .1  | .1  | .0  | .9  |
| Total | Total   | 24 | 0  | 3.0 | .353 | .000 | .200 | .4  | .1  | .1  | .0  | .5  |

## Vida personal
West es coautor del libro autobiográfico y motivacional Defend the Dream junto con Shakyna Bolden.